# Атрактивна взаємодія
Атрактивна взаємодія (рос. аттрактивное взаимодействие, англ. attractive interaction) — взаємодія між атомами, яка при зменшенні віддалей між їх ядрами викликає зниження енергії системи. На енергетичному профілі системи відповідає ділянці, де енергетично вигідне зближення ізольованих нейтральних атомів відбувається без утворення хімічного зв'язку між ними.
Для частинок колоїдного розміру привабливі взаємодії визначаються їх обсягом та глибиною поглинання пов'язаного енергетичного потенціалу. Серед цих взаємодій ми можемо навести: Взаємодії Ван дер Ваальса, взаємодії виснаження.